# Salamander 2
Salamander 2 (沙羅曼蛇2 Saramanda Tsū?) es un videojuego de género matamarcianos lanzado originalmente para arcade por Konami en 1996. El juego es una secuela directa de la secuela de Salamander, que se había publicado en 1986. Además la serie Salamander, a la que pertenece, es un spin-off de la serie Gradius. El juego es notable por ser el primero del universo Gradius en incorporar elementos gráficos tridimensionales a su base de gráficos 2D. Conserva todos los elementos característicos de su predecesor, el juego de dos jugadores simultáneos, enemigos y jefes similares, y la inclusión de niveles con scroll vertical.
Aunque tuvo un éxito moderado en las salas recreativas, Salamander 2 recibió críticas mixtas. El juego recibió comentarios generalmente negativos de los fans del Salamander original debido a su pobre diseño y su inferioridad respecto a su predecesor. Se reeditó con Salamander Deluxe Pack Plus (1997) y Salamander Portable (2007). Estos relanzamientos tuvieron mejor acogida por su jugabilidad, estilo gráfico y banda sonora, aunque su alto nivel de dificultad y falta de innovación fueron objeto de críticas. Desde entonces, su música se ha reeditado en varios álbumes de bandas sonoras de Konami.
Le siguió una nueva secuela, Salamander III en 2025 como parte de una compilación de Gradius Origins desarrollada por M2.